# Slow Dancing in the Dark
"Slow Dancing in the Dark" (estilizado em letras maiúsculas) é uma música do cantor-compositor japonês Joji. É o segundo single do seu primeiro álbum, Ballads 1. A música foi escrita e produzida por Joji e por Patrick Wimberly.
Esta música foi escolhida como o Disco Mais Badalado do Mundo pela DJ Annie Mac da BBC Radio 1 para 18 de setembro de 2018.

## Videoclipe
O videoclipe para a canção foi lançado no mesmo dia. Dirigido por Jared Hogan, o vídeo apresenta Miller num fato branco a fumar um cigarro tropeçando pelas ruas citadinas à noite numa angústia emocional. Mais tarde no vídeo, ele é revelado como um sátiro com uma flecha nas costas. Ele tosse sangue enquanto espalhado num chão de dança iluminado. Eventualmente ele colapsa numa poça de sangue. O quadro final do vídeo é usado na capa da canção. O estilo visual do vídeo foi comparado ao do diretor David Fincher.

## Remixes
Um remix acústico de "Slow Dancing in the Dark" foi lançado como um single a 18 de outubro de 2018. Nele aparece Miller a cantar por cima de um solo de piano tocado pela co-produtora Carol Kuswanto.
Remixes da canção por Mr.Mitch e Loud Luxury foram lançados a 9 de novembro de 2018.

## Uso na mídia
Um efeito de som como o 'ding' de um micro-ondas presente no pré-refrão da canção gerou um desafio de internet no serviço de vídeos curtos TikTok em 2019 conhecido como o "Desafio Microondas". No desafio, as pessoas viravam-se enquanto sentadas no chão, imitando comida a girar no micro-ondas.

## Equipa
Versão original:
- George Miller – escrita, vocais, arranjo
- Patrick Wimberly – produção, gravação, mixagem, arranjo
- Francisco "Frankie" Ramirez – gravação
- Chris Athens – masterização

Remix acústico:
- George Miller – escrita, vocais, arranjo
- Patrick Wimberly – produção, arranjo
- Carol Kuswanto – produção
- Francisco "Frankie" Ramirez – masterização, mixagem, gravação

## Tabelas
Tabelas semanais
| Tabela (2018–2019)                               | Posição de pico |
| ------------------------------------------------ | --------------- |
| Canada (Canadian Hot 100)                        | 52              |
| Nova Zelândia Hot Singles (RMNZ)                 | 4               |
| Estados Unidos Billboard Hot 100                 | 69              |
| Estados Unidos Hot R&B/Hip-Hop Songs (Billboard) | 39              |

| Tabela (2022)              | Posição de pico |
| -------------------------- | --------------- |
| Austrália (ARIA)           | 91              |
| Global 200 (Billboard)     | 149             |
| Malásia (RIM)              | 10              |
| Singapura (RIAS)           | 27              |
| Vietname (Vietnam Hot 100) | 77              |

Tabelas de fim de ano
| Tabela (2019)                                    | Posição |
| ------------------------------------------------ | ------- |
| Estados Unidos Hot R&B/Hip-Hop Songs (Billboard) | 5       |

## Certificações
| Região                                                        | Certificação | Unidades certificadas/vendas |
| ------------------------------------------------------------- | ------------ | ---------------------------- |
| Austrália (ARIA)                                              | Platina      | 70,000ǂ                      |
| Polónia (ZPAV)                                                | Ouro         | 25,000ǂ                      |
| Portugal (AFP)                                                | Ouro         | 5,000ǂ                       |
| Grã-Bretanha (BPI)                                            | Ouro         | 400,000ǂ                     |
| Estados Unidos (RIAA)                                         | 2x Platina   | 2,000,000ǂ                   |
| ǂ Valores de vendas+streamings baseados só nas certificações. |              |                              |